# Stormlord
Gli Stormlord sono un gruppo musicale italiano symphonic black metal dalle forti influenze epic metal, nato nel 1991 a Roma. Il particolare crossover musicale è stato definito dal gruppo stesso come Extreme Epic Metal.

## Storia del gruppo
Nella loro carriera hanno pubblicato sei album: Supreme Art of War nel 1999, pubblicato per la Last Episode Records, At the Gates of Utopia nel 2001 e The Gorgon Cult nel 2004 pubblicati per la Scarlet Records, Mare Nostrum nel 2008, pubblicato per la Locomotive Records, Hesperia nel 2013 per la Trollzorn Records ed infine Far, disco che ha segnato il loro ritorno alla Scarlet Records.
Agli inizi del 2002 fa ingresso nel gruppo Gianpaolo Caprino , il quale, nella composizione musicale, negli anni successivi, collaborando con Francesco Bucci, ha plasmato l’identità musicale degli Stormlord.
Il 6 giugno 2004, gli Stormlord si sono esibiti a Bologna in occasione del Gods of Metal..
Il 28 giugno 2008 al Gods of Metal di Bologna.
Il primo giugno 2006 a Milano, Idroscalo, al Gods of Metal 
Il 2 novembre 2008 si esibiscono a Tunisi, al 2J ROCK Festival.
La band ha avuto un buon incremento di popolarità alla fine del 2004, dopo la pubblicazione del video musicale "Under the Boards", in concomitanza col terzo album "The Gorgon Cult". Ma il punto più alto della loro notorietà è stato raggiunto con il quarto album, Marenostrum, grazie a un cambio di stile che si avvicina alle colonne sonore cinematografiche. Il disco ha consolidato l’identità culturale e le radici mediterranee della band, distinguendosi dalle tendenze del metal scandinavo sia per tematiche che per atmosfere..
Entra nel gruppo, nel 2010, Riccardo Studer, diplomato in conservatorio, per occuparsi delle tastiere,  delle orchestrazioni e dell'arrangiamento, partecipando alla composizione, rendendo possibile la creazione degli album Hesperia  e Far, grazie al suo studio Time Collapse.. 
A marzo 2010 viene annunciata la separazione tra la band e il chitarrista Pierangelo Giglioni, rimpiazzato da Andrea Angelini.

## Stile
L'uso prominente di tastiere rispetto a molte altre black metal-band caratterizza il loro stile di una accentuata sfumatura epica, in modo molto simile alle caratteristiche del power metal. In taluni brani figura infatti l'uso di voci femminili e voci maschili pulite, fatto sostanzialmente inusuale nel canonico black metal.
La maggior parte delle canzoni affronta tematiche epiche e sono ricorrenti storie di personaggi della mitologia greca come Zeus, Ade, Persefone, Prometeo, Medusa, i Titani, e battaglie.

## Formazione

### Formazione attuale
- Cristiano Borchi - voce (1991 - presente)
- Andrea Angelini - chitarra (2010 - presente)
- Gianpaolo Caprino - chitarra, voce (2002 - presente)
- Francesco Bucci - basso, voce (1998 - presente)
- David Folchitto - batteria (1998 - presente)
- Riccardo Studer - tastiera (2010 - presente)

### Ex componenti

#### Chitarristi
- Claudio Di Carlo 1991 - 1994
- Andrea Cacciotti 1993 - 1995
- Dario Maurizi 1995
- Dux Tenebrarum 1997 - 1998
- Pierangelo Giglioni 1997 - 2010

#### Bassisti
- Malfeitor Fabban 1997 - 1998

#### Batteristi
- Riccardo Montanari 1991 - 1994
- Gabriele Valerio 1995
- Marcello Baragona 1995 - 1998

#### Tastieristi
- Fabrizio Cariani 1995 - 1999
- Simone Scazzocchio [15] 1999 - 2005
- Luca Bellanova 2005 - 2006
- Maurizio Pariotti 2006 - 2010

#### Cantanti (turnisti)
- A. G. Volgar
- Raffaella Grifoni
- Valentina Di Prima
- Elisabetta Marchetti

## Discografia
Album in studio
- 1999 - Supreme Art of War
- 2001 - At the Gates of Utopia
- 2004 - The Gorgon Cult
- 2008 - Mare Nostrum
- 2013 - Hesperia
- 2019 - Far

EP
- 1997 - Under the Sign of the Sword
- 1998 - Where My Spirit Forever Shall Be
- 2001 - The Curse of Medusa

Raccolte
- 2007 - The Legacy - 17 Years of Extreme Epic Metal

Demo
- 1992 - Demo 1992
- 1993 - Black Knight
- 1997 - Promo 1997

## Videografia

### DVD
- 2007 - The Battle of Quebec City - Live in Canada